# Nguyễn Vinh Phúc
Nguyễn Vinh Phúc (1926–2012), là một nhà nghiên cứu lịch sử – văn hóa nổi tiếng của Việt Nam. Ông cũng từng là một nhà giáo, và là tác giả của nhiều công trình nghiên cứu có giá trị về Thủ đô Hà Nội.
Ông được Nhà nước phong tặng danh hiệu "Nhà giáo ưu tú", được trao tặng Giải thưởng Bùi Xuân Phái – Vì Tình yêu Hà Nội, được vinh danh là "Công dân Thủ đô Ưu tú" năm 2010. Tuy nhiên, mọi người trân trọng, yêu mến và biết đến ông nhiều hơn thông qua danh xưng "Nhà Hà Nội học".

## Tiểu sử
Quê gốc ở Hưng Yên, vốn là con trong một gia đình công chức, từ nhỏ Nguyễn Vinh Phúc đã được đi rất nhiều nơi như Thanh Hóa, Huế, Nha Trang,... và đặc biệt là Hà Nội.
Tham gia kháng chiến đến năm 1948, vì sức khỏe yếu, ông chuyển sang làm nghề dạy học. 
Giai đoạn 1955–1957, ông dạy ở trường tư Khai Thành. Giai đoạn 1957–1959, ông dạy trường tư Thăng Long. Giai đạn 1959–1960, ông sang trường dân lập Trưng Vương.
Đến năm 1960, ông là giáo viên của trường Hà Nội B (sau chuyển thành B1, B3 rồi Lý Thường Kiệt, nay là trường Việt – Đức). Vì là thầy giáo dạy văn, sử, địa, nên ông dần đam mê nghiên cứu về Hà Nội.
Ông tự nghiên cứu thêm về Hà Nội để làm phong phú cho bài giảng của mình. Đây cũng là thời điểm người các nơi kéo về Hà Nội khá đông, và đa phần trong số họ chưa có nhiều hiểu biết về Hà Nội. Do đó, ông gửi các báo như Thủ đô Hà Nội, Độc lập, Lao động,... để đăng những nghiên cứu của mình từ những năm 1960.
Ông mất ngày 28 tháng 1 năm 2012, hưởng thọ 86 tuổi.

## Tác phẩm
Nguyễn Vinh Phúc đã in riêng 15 tập sách về Hà Nội, gồm: 
- Hà Nội
- Cuộc khởi nghĩa Hai Bà Trưng ở Hà Nội
- Hà Nội qua những năm tháng
- Hà Nội con đường, dòng sông, lịch sử
- Hanoi passé et présent
- Hanoi past and present
- Sites, histoire et légendes d’Hanoi
- Hà Nội thành phố nghìn năm
- Hà Nội và phụ cận
- Hồ Hoàn Kiếm và đền Ngọc Sơn
- Mặt gương Tây Hồ
- Phố và đường Hà Nội, Hà Nội – cõi đất con người.[2]

Ông cũng đứng chủ biên 6 bộ sách: Đường Hà Nội, Hỏi đáp 1 000 năm Thăng Long, Du lịch Hà Nội, Thần tích Hà Nội và tín ngưỡng thị dân, Lịch sử Thăng Long – Hà Nội. Ngoài ra ông còn viết hàng trăm bài báo khác.